# Yūka Ueno
Yūka Ueno (japanisch 上野 優佳; * 28. Dezember 2001 in Beppu) ist eine japanische Florettfechterin.

## Biografie und Hintergründe
Yūka Ueno wurde in eine Fechter-Familie geboren. Beide Eltern fochten auf nationalem Level, der Bruder Yūto vertritt Japan auch auf internationaler Ebene. Sie begann mit sechs Jahren mit dem Fechtsport im Trainingszentrum, in dem ihr Vater als Trainer arbeitete. Seit der Grundschulzeit bestreitet sie Fechten als Leistungssport, ihre Fechtwaffe ist das Florett. Durch das Training mit ihrem Bruder eignete sich die in Tokio lebende Rechtshänderin einen als aggressiv-„männlich“ geltenden Fechtstil an, der als ihr Markenzeichen gilt.
Ueno studiert an der Chūō-Universität in Tokio und startet auch für das Fecht-Team der Universität. Dort wird sie von Takashi Tomita trainiert, international von Yusuke Aoki.

## Nachwuchssport
Ueno war eine überaus erfolgreiche Nachwuchsfechterin. Ihre ersten internationale Meisterschaften waren die Kadetten-Fechtweltmeisterschaften 2016 (U17) in Bourges, wo sie 39. des Einzelwettbewerbs wurde. Ein Jahr später erreichte sie in Plowdiw schon das Viertelfinale und belegte in der Endabrechnung Platz fünf.

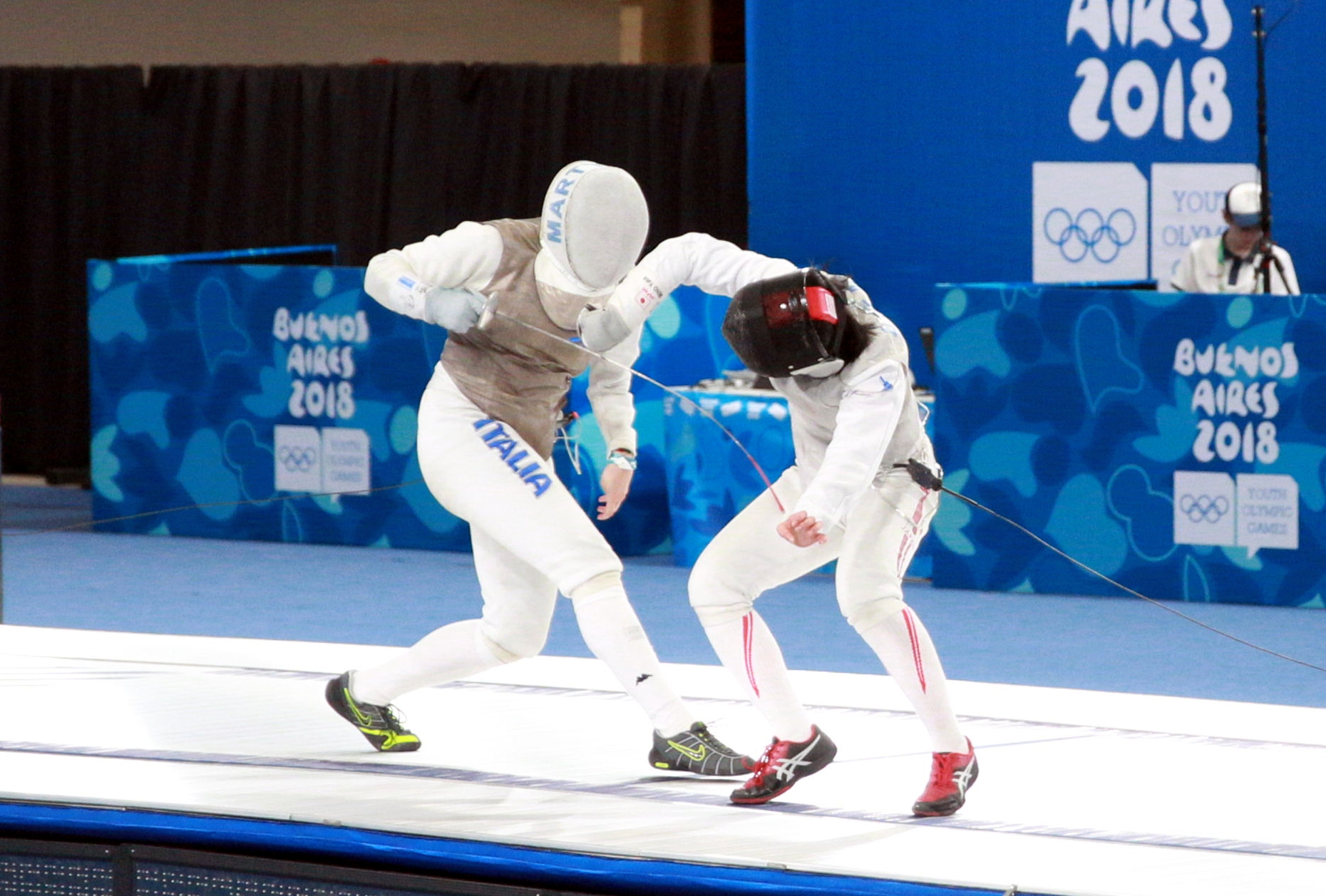
Ueno (rechts) im Finale der Olympischen Jugendspiele 2018 gegen Martina Favaretto

2018 wurde zu Uenos erfolgreichstem Jahr im Nachwuchssport. Zunächst startete sie bei den Junioren-Asienmeisterschaften 2018 in Dubai, wo sie gegen ihre Landsfrau Sumire Tsuji die Goldmedaille gewann. Bei der Kadetten-WM in Verona gewann sie im Finale gegen die US-Amerikanerin May Tieu, einen Tag später an selber Stelle bei den Junioren (U20) gewann sie im Finale gegen Martina Favaretto aus Italien. Höhepunkt wurden die Florett-Wettkämpfe bei den Olympischen Jugendspielen 2018 in Buenos Aires. Auch hier stand sie im Finale gegen Martina Favaretto und setzte sich mit 15:12 durch, May Tieu gewann Bronze. Zudem gewann sie mit Hsieh Kaylin Sin Yan, Lee Ju-eun, Khasan Baudunov, Chen Yi-tung und Jun Hyun als Mannschaft Asien-Ozeanien I die Silbermedaille im Mannschaftswettbewerb. Ueno war die erste Fechterin, die in einem Jahr alle drei Meisterschaften und zudem die Olympischen Jugendspiele gewinnen konnte.
2019 trat Ueno letztmals bei Junioren-Weltmeisterschaften an. In Toruń erreichte sie erneut das Halbfinale, wo sie gegen die spätere Siegerin Lauren Scruggs aus den USA ausschied und die Bronzemedaille gewann. Mit Sera Azuma, Arisa Kano und Sumire Tsuji erreichte sie zudem das Finale im Mannschaftswettbewerb, wo Russland unterlegen und die Silbermedaille gewonnen wurde.

## Seniorenbereich
Bei den Frauen debütierte Ueno 2017 bei einem Grand Prix in Shanghai, wo sie 16. wurde. Zwischen Juniorenweltmeisterschaften und Olympischen Jugendspielen nahm sie 2018 in Wuxi an den Fechtweltmeisterschaften teil. Im Einzelwettbewerb unterlag sie in der Runde der letzten 32 der Tunesierin Inès Boubakri; in der Endwertung kam sie auf den 25. Platz. Im Mannschaftswettbewerb wurde sie an der Seite von Karin Miyawaki, Komaki Kikuchi und Sera Azuma Fünfte. In der Saison 2018/19 startete sie bei verschiedenen Weltcups und Grand Prix, beste Resultate waren ein 14. Rang beim Weltcup in Katowice und ein sechster Rang beim Grand Prix von Shanghai.
Die Asienmeisterschaften im Fechten 2019 im heimischen Chiba brachten Ueno den ersten Einzelmedaillenerfolg bei den Frauen. Im Einzel erreichte sie das Finale und unterlag erst dort der Südkoreanerin Jeon Hee-sook mit 7:9. Mit Sera Azuma, Komaki Kikuchi und Sumire Tsuji gewann sie zudem den Titel im Mannschaftswettbewerb im Finale gegen die Südkoreanerinnen. Bei den Weltmeisterschaften in Budapest erreichte sie im Einzelwettbewerb das Viertelfinale und unterlag dort Pauline Ranvier; in der Endwertung kam sie auf den sechsten Platz. Aufgrund der COVID-19-Pandemie kam sie in der Saison 2019/20 nur zu sehr wenigen internationalen Einsätzen, bestes Ergebnis war ein achter Platz im Grand Prix von Turin.
Zum bisherigen Höhepunkt in Uenos Karriere, zu dieser Zeit Weltranglistensiebte, wurde die Teilnahme an den Olympischen Sommerspielen 2020 in ihrer Heimatstadt Tokio, die aufgrund der Pandemie erst 2021 stattfand. Im Einzelwettbewerb erreichte sie nach sicheren Siegen über die Ägypterin Noura Mohamed und die US-Amerikanerin Nicole Ross das Viertelfinale, wo sie der späteren Olympiasiegerin Lee Kiefer mit 11:15 unterlag. In der Endabrechnung wurde sie Sechste. Auch mit der Mannschaft belegte sie Rang sechs. Bei den 2023 ausgetragenen Asienspielen 2022 in Hangzhou gewann sie im Einzel die Silber- und mit der Mannschaft die Bronzemedaille. Bei den Olympischen Spielen 2024 in Paris startete Ueno erneut in zwei Wettbewerben. In der Einzelkonkurrenz schied sie in ihrem ersten Gefecht mit 13:15 gegen die Rumänin Mălina Călugăreanu aus. Im Mannschaftswettbewerb erreichte sie gemeinsam mit Sera Azuma, Karin Miyawaki und Komaki Kikuchi das Halbfinale, nachdem in der ersten Runde Polen mit 45:30 bezwungen wurde. Im Halbfinale unterlagen die Japanerinnen Italien mit 39:45, setzten sich abschließend aber gegen Kanada knapp mit 33:32 durch, sodass sie damit die Bronzemedaille gewannen.